# گالری نئو نیویورک
گالری نئو نیویورک (انگلیسی: Neue Galerie New York) که گاهی با نام گالری جدید هم شناخته می‌شود، یک موزه هنر قرن بیستم آلمانی و اتریشی است که طراحی و ساخت آن در خیابان پنجم واقع در ویلیام میلر استار شهر نیویورک می‌باشد، تأسیس این موزه و گالری به سال ۲۰۰۱ میلادی می‌باشد که به همراه اضافات آن که شامل جدیدترین موزه در مسیر ۸۳ نیویورک به ۱۰۵ در خیابان پنجم در سمت شرق منهتن می‌باشد، موزه در ابتدا توسط دو دوست صمیمی و نزدیک به یکدیگر که یکی از آنها کارآفرین و نیکوکار و دلال آثار هنری بودند به نام سرژ سابارسکی و دیگری که یک کلکسیونر، کارگشا و مؤسس شرکت خیرخواه و بشر دوست رولاند اس لودر می‌باشد تأسیس شد، این دو نفر برای اولین بار ملاقاتی در سال ۱۹۶۷ با یکدیگر داشتند، عمدهٔ شهرت این گالری به دلیل وجود تابلوی ارزشمند و مشهور پرتره آدل بلوخ باوئر اول که رولاند لودر در سال ۲۰۰۶ این اثر را از صاحب و مالک جدید آن ماریا آلتمن به مبلغ ۱۳۵ میلیون دلار خریداری کرده بود می‌باشد. مبلغ پرداختی جهت خرید این تابلو در آن زمان گران‌ترین مبلغ پرداختی برای خرید یک اثر هنری بود و به عنوان یک رکورد جدید ثبت گردید. در همان سال ۲۰۰۶ این نقاشی در گالری نئو به نمایش گذاشته شد.